# جیمز الیسون (بازیگر)
جیمز اِلیسون (انگلیسی: James Ellison؛ ‏ ۴ مهٔ ۱۹۱۰ – ۲۳ دسامبر ۱۹۹۳) بازیگر اهل ایالات متحده آمریکا بود. وی بین سال‌های ۱۹۳۲ تا ۱۹۶۲ میلادی فعالیت می‌کرد.
از فیلم‌ها یا برنامه‌های تلویزیونی که وی در آن نقش داشته‌است می‌توان به فرودگاه مرکزی، کارولینا، عملیات کارگر مزرعه، جانی دیگه اینجا زندگی نمی‌کنه، زنوبیا، با یک زامبی راه رفتم، پس از ساعت اداری، دختر خیابان پنجم و آنی در ویندی پاپلز اشاره کرد.